# Volta à Suíça de 2022
A 85.ª edição da Volta à Suíça é uma corrida de ciclismo em estrada por etapas que se celebra entre 12 e 19 de junho de 2022 com início na cidade de Küsnacht e final na cidade de Vaduz em Liechtenstein. O percurso consta de um total de 8 etapas sobre uma distância total inicial de 1339,6 km.
A corrida faz parte do circuito UCI WorldTour de 2022 dentro da categoria 2.uwT, calendário ciclístico de máximo nível mundial, sendo a vigésimo segunda corrida de dito circuito.

## Equipas participantes
Tomaram a partida um total de 22 equipas, dos quais 18 são de categoria UCI WorldTeam, 3 UCI ProTeam e a seleção nacional da Suíça, quem conformaram um pelotão de 153 ciclistas dos quais terminaram xxx. As equipas participantes foram:
| Equipes WorldTeam (18)- AG2R Citroën Team - Astana Qazaqstan Team - Bahrain Victorious - Bora-Hansgrohe - Cofidis - EF Education-EasyPost - Groupama-FDJ - Ineos Grenadiers - Intermarché-Wanty-Gobert Matériaux - Israel-Premier Tech - Jumbo-Visma - Lotto-Soudal - Movistar Team - Quick-Step Alpha Vinyl - BikeExchange-Jayco - Team DSM - Trek-Segafredo - UAE Team Emirates Equipes ProTeam (3)- Alpecin-Fenix - Human Powered Health - TotalEnergies Equipe nacional- Suíça |
| |

## Etapas
| Etapa | Data    | Percurso            | type                      | Distância (km) | Elevação (m) | Vencedor           | Líder geral      |
| ----- | ------- | ------------------- | ------------------------- | -------------- | ------------ | ------------------ | ---------------- |
| 1     | 12 jun. | Küsnacht – Küsnacht | etapa escarpada           | 178            | 2 746 m      | Stephen Williams   | Stephen Williams |
| 2     | 13 jun. | Küsnacht – Aesch    | etapa escarpada           | 199            | 2 746 m      | Andreas Leknessund | Stephen Williams |
| 3     | 14 jun. | Aesch – Grenchen    | média montanha            | 177            | 3 125 m      | Peter Sagan        | Stephen Williams |
| 4     | 15 jun. | Grenchen – Brunnen  | etapa escarpada           | 191            | 2 062 m      | Daryl Impey        | Stephen Williams |
| 5     | 16 jun. | Ambrì – Novazzano   | média montanha            | 193            | 2 610 m      | Aleksandr Vlasov   | Aleksandr Vlasov |
| 6     | 17 jun. | Locarno – Moosalp   | alta montanha             | 180            | 4 155 m      | Nico Denz          | Jakob Fuglsang   |
| 7     | 18 jun. | Ambrì – Malbun      | alta montanha             | 196            | 3 881 m      | Thibaut Pinot      | Sergio Higuita   |
| 8     | 19 jun. | Vaduz – Vaduz       | contrarrelógio individual | 25,6           | 131 m        | Remco Evenepoel    | Geraint Thomas   |

## Desenvolvimento da corrida

### 1.ª etapa
| Küsnacht - Küsnacht | etapa escarpada | (178 km) |

| Etapa | Data | Percurso | type | Distância (km) | Vencedor | Líder geral |
| ----- | ---- | -------- | ---- | -------------- | -------- | ----------- |

| \| Classificação geral \| Classificação geral \| Classificação geral \| Classificação geral \| Classificação geral \| \| Ciclista \| Ciclista \| Equipe \| Tempo \| \| \| ------------------- \| --------------------- \| ---------------------------------- \| ------------------- \| ------------------- \| \| 1. \| Stephen Williams \| Bahrain Victorious \| 4h16m41s \| \| \| 2. \| Maximilian Schachmann \| Bora-Hansgrohe \| + 4s \| \| \| 3. \| Andreas Kron \| Lotto-Soudal \| + 6s \| \| \| 4. \| Marc Hirschi \| UAE Team Emirates \| + 10s \| \| \| 5. \| Alexey Lutsenko \| Astana Qazaqstan Team \| + 10s \| \| \| 6. \| Ilan Van Wilder \| Quick-Step Alpha Vinyl \| + 10s \| \| \| 7. \| Stefan Küng \| Groupama-FDJ \| + 10s \| \| \| 8. \| Sergio Higuita \| Bora-Hansgrohe \| + 10s \| \| \| 9. \| Sepp Kuss \| Jumbo-Visma \| + 10s \| \| \| 10. \| Domenico Pozzovivo \| Intermarché-Wanty-Gobert Matériaux \| + 10s \| \| |                       |                                    |          |
| |                       |                                    |          |
| |                       |                                    |          |
| Classificação geral |                       |                                    |          |
| Ciclista | Ciclista              | Equipe                             | Tempo    |
| 1. | Stephen Williams      | Bahrain Victorious                 | 4h16m41s |
| 2. | Maximilian Schachmann | Bora-Hansgrohe                     | + 4s     |
| 3. | Andreas Kron          | Lotto-Soudal                       | + 6s     |
| 4. | Marc Hirschi          | UAE Team Emirates                  | + 10s    |
| 5. | Alexey Lutsenko       | Astana Qazaqstan Team              | + 10s    |
| 6. | Ilan Van Wilder       | Quick-Step Alpha Vinyl             | + 10s    |
| 7. | Stefan Küng           | Groupama-FDJ                       | + 10s    |
| 8. | Sergio Higuita        | Bora-Hansgrohe                     | + 10s    |
| 9. | Sepp Kuss             | Jumbo-Visma                        | + 10s    |
| 10. | Domenico Pozzovivo    | Intermarché-Wanty-Gobert Matériaux | + 10s    |

### 2.ª etapa
| Küsnacht - Aesch | etapa escarpada | (199 km) |

| Etapa | Data | Percurso | type | Distância (km) | Vencedor | Líder geral |
| ----- | ---- | -------- | ---- | -------------- | -------- | ----------- |

| \| Classificação geral \| Classificação geral \| Classificação geral \| Classificação geral \| Classificação geral \| \| Ciclista \| Ciclista \| Equipe \| Tempo \| \| \| ------------------- \| --------------------- \| ---------------------------------- \| ------------------- \| ------------------- \| \| 1. \| Stephen Williams \| Bahrain Victorious \| 9h03m41s \| \| \| 2. \| Maximilian Schachmann \| Bora-Hansgrohe \| + 4s \| \| \| 3. \| Andreas Kron \| Lotto-Soudal \| + 6s \| \| \| 4. \| Andreas Leknessund \| Team DSM \| + 7s \| \| \| 5. \| Stefan Küng \| Groupama-FDJ \| + 10s \| \| \| 6. \| Alexey Lutsenko \| Astana Qazaqstan Team \| + 10s \| \| \| 7. \| Sepp Kuss \| Jumbo-Visma \| + 10s \| \| \| 8. \| Marc Hirschi \| UAE Team Emirates \| + 10s \| \| \| 9. \| Domenico Pozzovivo \| Intermarché-Wanty-Gobert Matériaux \| + 10s \| \| \| 10. \| Aleksandr Vlasov \| Bora-Hansgrohe \| + 10s \| \| |                       |                                    |          |
| |                       |                                    |          |
| |                       |                                    |          |
| Classificação geral |                       |                                    |          |
| Ciclista | Ciclista              | Equipe                             | Tempo    |
| 1. | Stephen Williams      | Bahrain Victorious                 | 9h03m41s |
| 2. | Maximilian Schachmann | Bora-Hansgrohe                     | + 4s     |
| 3. | Andreas Kron          | Lotto-Soudal                       | + 6s     |
| 4. | Andreas Leknessund    | Team DSM                           | + 7s     |
| 5. | Stefan Küng           | Groupama-FDJ                       | + 10s    |
| 6. | Alexey Lutsenko       | Astana Qazaqstan Team              | + 10s    |
| 7. | Sepp Kuss             | Jumbo-Visma                        | + 10s    |
| 8. | Marc Hirschi          | UAE Team Emirates                  | + 10s    |
| 9. | Domenico Pozzovivo    | Intermarché-Wanty-Gobert Matériaux | + 10s    |
| 10. | Aleksandr Vlasov      | Bora-Hansgrohe                     | + 10s    |

### 3.ª etapa
| Aesch - Grenchen | média montanha | (177 km) |

| Etapa | Data | Percurso | type | Distância (km) | Vencedor | Líder geral |
| ----- | ---- | -------- | ---- | -------------- | -------- | ----------- |

| \| Classificação geral \| Classificação geral \| Classificação geral \| Classificação geral \| Classificação geral \| \| Ciclista \| Ciclista \| Equipe \| Tempo \| \| \| ------------------- \| ------------------- \| ------------------- \| ------------------- \| ------------------- \| \| 1. \| Stephen Williams \| Bahrain Victorious \| 13h32m19s \| \| \| 2. \| Andreas Kron \| Lotto-Soudal \| + 6s \| \| \| 3. \| Andreas Leknessund \| Team DSM \| + 7s \| \| \| 4. \| Geraint Thomas \| Ineos Grenadiers \| + 7s \| \| \| 5. \| Stefan Küng \| Groupama-FDJ \| + 10s \| \| \| 6. \| Sepp Kuss \| Jumbo-Visma \| + 10s \| \| \| 7. \| Marc Hirschi \| UAE Team Emirates \| + 10s \| \| \| 8. \| Aleksandr Vlasov \| Bora-Hansgrohe \| + 10s \| \| \| 9. \| Jakob Fuglsang \| Israel-Premier Tech \| + 10s \| \| \| 10. \| Adam Yates \| Ineos Grenadiers \| + 10s \| \| |                    |                     |           |
| |                    |                     |           |
| |                    |                     |           |
| Classificação geral |                    |                     |           |
| Ciclista | Ciclista           | Equipe              | Tempo     |
| 1. | Stephen Williams   | Bahrain Victorious  | 13h32m19s |
| 2. | Andreas Kron       | Lotto-Soudal        | + 6s      |
| 3. | Andreas Leknessund | Team DSM            | + 7s      |
| 4. | Geraint Thomas     | Ineos Grenadiers    | + 7s      |
| 5. | Stefan Küng        | Groupama-FDJ        | + 10s     |
| 6. | Sepp Kuss          | Jumbo-Visma         | + 10s     |
| 7. | Marc Hirschi       | UAE Team Emirates   | + 10s     |
| 8. | Aleksandr Vlasov   | Bora-Hansgrohe      | + 10s     |
| 9. | Jakob Fuglsang     | Israel-Premier Tech | + 10s     |
| 10. | Adam Yates         | Ineos Grenadiers    | + 10s     |

### 4.ª etapa
| Grenchen - Brunnen | etapa escarpada | (191 km) |

| Etapa | Data | Percurso | type | Distância (km) | Vencedor | Líder geral |
| ----- | ---- | -------- | ---- | -------------- | -------- | ----------- |

| \| Classificação geral \| Classificação geral \| Classificação geral \| Classificação geral \| Classificação geral \| \| Ciclista \| Ciclista \| Equipe \| Tempo \| \| \| ------------------- \| ------------------- \| ------------------- \| ------------------- \| ------------------- \| \| 1. \| Stephen Williams \| Bahrain Victorious \| 17h46m28s \| \| \| 2. \| Andreas Kron \| Lotto-Soudal \| + 6s \| \| \| 3. \| Geraint Thomas \| Ineos Grenadiers \| + 7s \| \| \| 4. \| Andreas Leknessund \| Team DSM \| + 7s \| \| \| 5. \| Stefan Küng \| Groupama-FDJ \| + 10s \| \| \| 6. \| Marc Hirschi \| UAE Team Emirates \| + 10s \| \| \| 7. \| Sepp Kuss \| Jumbo-Visma \| + 10s \| \| \| 8. \| Jakob Fuglsang \| Israel-Premier Tech \| + 10s \| \| \| 9. \| Aleksandr Vlasov \| Bora-Hansgrohe \| + 10s \| \| \| 10. \| Adam Yates \| Ineos Grenadiers \| + 10s \| \| |                    |                     |           |
| |                    |                     |           |
| |                    |                     |           |
| Classificação geral |                    |                     |           |
| Ciclista | Ciclista           | Equipe              | Tempo     |
| 1. | Stephen Williams   | Bahrain Victorious  | 17h46m28s |
| 2. | Andreas Kron       | Lotto-Soudal        | + 6s      |
| 3. | Geraint Thomas     | Ineos Grenadiers    | + 7s      |
| 4. | Andreas Leknessund | Team DSM            | + 7s      |
| 5. | Stefan Küng        | Groupama-FDJ        | + 10s     |
| 6. | Marc Hirschi       | UAE Team Emirates   | + 10s     |
| 7. | Sepp Kuss          | Jumbo-Visma         | + 10s     |
| 8. | Jakob Fuglsang     | Israel-Premier Tech | + 10s     |
| 9. | Aleksandr Vlasov   | Bora-Hansgrohe      | + 10s     |
| 10. | Adam Yates         | Ineos Grenadiers    | + 10s     |

### 5.ª etapa
| Ambrì - Novazzano | média montanha | (193 km) |

| Etapa | Data | Percurso | type | Distância (km) | Vencedor | Líder geral |
| ----- | ---- | -------- | ---- | -------------- | -------- | ----------- |

| \| Classificação geral \| Classificação geral \| Classificação geral \| Classificação geral \| Classificação geral \| \| Ciclista \| Ciclista \| Equipe \| Tempo \| \| \| ------------------- \| --------------------- \| --------------------- \| ------------------- \| ------------------- \| \| 1. \| Aleksandr Vlasov \| Bora-Hansgrohe \| 22h16m56s \| \| \| 2. \| Jakob Fuglsang \| Israel-Premier Tech \| + 6s \| \| \| 3. \| Geraint Thomas \| Ineos Grenadiers \| + 7s \| \| \| 4. \| Andreas Kron \| Lotto-Soudal \| + 14s \| \| \| 5. \| Stefan Küng \| Groupama-FDJ \| + 16s \| \| \| 6. \| Sergio Higuita \| Bora-Hansgrohe \| + 16s \| \| \| 7. \| Neilson Powless \| EF Education-EasyPost \| + 28s \| \| \| 8. \| Felix Großschartner \| Bora-Hansgrohe \| + 40s \| \| \| 9. \| Sébastien Reichenbach \| Groupama-FDJ \| + 43s \| \| \| 10. \| Andreas Leknessund \| Team DSM \| + 44s \| \| |                       |                       |           |
| |                       |                       |           |
| |                       |                       |           |
| Classificação geral |                       |                       |           |
| Ciclista | Ciclista              | Equipe                | Tempo     |
| 1. | Aleksandr Vlasov      | Bora-Hansgrohe        | 22h16m56s |
| 2. | Jakob Fuglsang        | Israel-Premier Tech   | + 6s      |
| 3. | Geraint Thomas        | Ineos Grenadiers      | + 7s      |
| 4. | Andreas Kron          | Lotto-Soudal          | + 14s     |
| 5. | Stefan Küng           | Groupama-FDJ          | + 16s     |
| 6. | Sergio Higuita        | Bora-Hansgrohe        | + 16s     |
| 7. | Neilson Powless       | EF Education-EasyPost | + 28s     |
| 8. | Felix Großschartner   | Bora-Hansgrohe        | + 40s     |
| 9. | Sébastien Reichenbach | Groupama-FDJ          | + 43s     |
| 10. | Andreas Leknessund    | Team DSM              | + 44s     |

### 6.ª etapa
| Locarno - Moosalp | alta montanha | (180 km) |

| Etapa | Data | Percurso | type | Distância (km) | Vencedor | Líder geral |
| ----- | ---- | -------- | ---- | -------------- | -------- | ----------- |

| \| Classificação geral \| Classificação geral \| Classificação geral \| Classificação geral \| Classificação geral \| \| Ciclista \| Ciclista \| Equipe \| Tempo \| \| \| ------------------- \| --------------------- \| ---------------------------------- \| ------------------- \| ------------------- \| \| 1. \| Jakob Fuglsang \| Israel-Premier Tech \| 27h30m30s \| \| \| 2. \| Geraint Thomas \| Ineos Grenadiers \| + 1s \| \| \| 3. \| Sergio Higuita \| Bora-Hansgrohe \| + 10s \| \| \| 4. \| Neilson Powless \| EF Education-EasyPost \| + 26s \| \| \| 5. \| Felix Großschartner \| Bora-Hansgrohe \| + 34s \| \| \| 6. \| Andreas Leknessund \| Team DSM \| + 46s \| \| \| 7. \| Stefan Küng \| Groupama-FDJ \| + 49s \| \| \| 8. \| Andreas Kron \| Lotto-Soudal \| + 1m00s \| \| \| 9. \| Domenico Pozzovivo \| Intermarché-Wanty-Gobert Matériaux \| + 1m07s \| \| \| 10. \| Sébastien Reichenbach \| Groupama-FDJ \| + 1m29s \| \| |                       |                                    |           |
| |                       |                                    |           |
| |                       |                                    |           |
| Classificação geral |                       |                                    |           |
| Ciclista | Ciclista              | Equipe                             | Tempo     |
| 1. | Jakob Fuglsang        | Israel-Premier Tech                | 27h30m30s |
| 2. | Geraint Thomas        | Ineos Grenadiers                   | + 1s      |
| 3. | Sergio Higuita        | Bora-Hansgrohe                     | + 10s     |
| 4. | Neilson Powless       | EF Education-EasyPost              | + 26s     |
| 5. | Felix Großschartner   | Bora-Hansgrohe                     | + 34s     |
| 6. | Andreas Leknessund    | Team DSM                           | + 46s     |
| 7. | Stefan Küng           | Groupama-FDJ                       | + 49s     |
| 8. | Andreas Kron          | Lotto-Soudal                       | + 1m00s   |
| 9. | Domenico Pozzovivo    | Intermarché-Wanty-Gobert Matériaux | + 1m07s   |
| 10. | Sébastien Reichenbach | Groupama-FDJ                       | + 1m29s   |

### 7.ª etapa
| Ambrì - Malbun | alta montanha | (196 km) |

| Etapa | Data | Percurso | type | Distância (km) | Vencedor | Líder geral |
| ----- | ---- | -------- | ---- | -------------- | -------- | ----------- |

| \| Classificação geral \| Classificação geral \| Classificação geral \| Classificação geral \| Classificação geral \| \| Ciclista \| Ciclista \| Equipe \| Tempo \| \| \| ------------------- \| --------------------- \| ---------------------------------- \| ------------------- \| ------------------- \| \| 1. \| Sergio Higuita \| Bora-Hansgrohe \| 32h38m38s \| \| \| 2. \| Geraint Thomas \| Ineos Grenadiers \| + 2s \| \| \| 3. \| Jakob Fuglsang \| Israel-Premier Tech \| + 19s \| \| \| 4. \| Neilson Powless \| EF Education-EasyPost \| + 1m16s \| \| \| 5. \| Domenico Pozzovivo \| Intermarché-Wanty-Gobert Matériaux \| + 1m37s \| \| \| 6. \| Sébastien Reichenbach \| Groupama-FDJ \| + 2m09s \| \| \| 7. \| Stefan Küng \| Groupama-FDJ \| + 2m19s \| \| \| 8. \| Bob Jungels \| AG2R Citroën Team \| + 2m31s \| \| \| 9. \| Felix Großschartner \| Bora-Hansgrohe \| + 2m47s \| \| \| 10. \| Andreas Leknessund \| Team DSM \| + 2m59s \| \| |                       |                                    |           |
| |                       |                                    |           |
| |                       |                                    |           |
| Classificação geral |                       |                                    |           |
| Ciclista | Ciclista              | Equipe                             | Tempo     |
| 1. | Sergio Higuita        | Bora-Hansgrohe                     | 32h38m38s |
| 2. | Geraint Thomas        | Ineos Grenadiers                   | + 2s      |
| 3. | Jakob Fuglsang        | Israel-Premier Tech                | + 19s     |
| 4. | Neilson Powless       | EF Education-EasyPost              | + 1m16s   |
| 5. | Domenico Pozzovivo    | Intermarché-Wanty-Gobert Matériaux | + 1m37s   |
| 6. | Sébastien Reichenbach | Groupama-FDJ                       | + 2m09s   |
| 7. | Stefan Küng           | Groupama-FDJ                       | + 2m19s   |
| 8. | Bob Jungels           | AG2R Citroën Team                  | + 2m31s   |
| 9. | Felix Großschartner   | Bora-Hansgrohe                     | + 2m47s   |
| 10. | Andreas Leknessund    | Team DSM                           | + 2m59s   |

### 8.ª etapa
| Vaduz - Vaduz | contrarrelógio individual | (25,6 km) |

| Etapa | Data | Percurso | type | Distância (km) | Vencedor | Líder geral |
| ----- | ---- | -------- | ---- | -------------- | -------- | ----------- |

## Classificações finais
- As classificações finalizaram da seguinte forma:[2]

### Classificação geral
| \| Classificação geral \| Classificação geral \| Classificação geral \| Classificação geral \| Classificação geral \| \| Ciclista \| Ciclista \| Equipe \| Tempo \| \| \| ------------------- \| ---------------------- \| ---------------------------------- \| ------------------- \| ------------------- \| \| 1. \| Geraint Thomas \| Ineos Grenadiers \| 33h07m09s \| \| \| 2. \| Sergio Higuita \| Bora-Hansgrohe \| + 1m12s \| \| \| 3. \| Jakob Fuglsang \| Israel-Premier Tech \| + 1m16s \| \| \| 4. \| Neilson Powless \| EF Education-EasyPost \| + 2m10s \| \| \| 5. \| Stefan Küng \| Groupama-FDJ \| + 2m25s \| \| \| 6. \| Bob Jungels \| AG2R Citroën Team \| + 2m59s \| \| \| 7. \| Felix Großschartner \| Bora-Hansgrohe \| + 3m37s \| \| \| 8. \| Daniel Felipe Martínez \| Ineos Grenadiers \| + 3m39s \| \| \| 9. \| Domenico Pozzovivo \| Intermarché-Wanty-Gobert Matériaux \| + 3m42s \| \| \| 10. \| Maximilian Schachmann \| Bora-Hansgrohe \| + 3m45s \| \| |                        |                                    |           |
| |                        |                                    |           |
| Fonte: ProCyclingStats |                        |                                    |           |
| Classificação geral |                        |                                    |           |
| Ciclista | Ciclista               | Equipe                             | Tempo     |
| 1. | Geraint Thomas         | Ineos Grenadiers                   | 33h07m09s |
| 2. | Sergio Higuita         | Bora-Hansgrohe                     | + 1m12s   |
| 3. | Jakob Fuglsang         | Israel-Premier Tech                | + 1m16s   |
| 4. | Neilson Powless        | EF Education-EasyPost              | + 2m10s   |
| 5. | Stefan Küng            | Groupama-FDJ                       | + 2m25s   |
| 6. | Bob Jungels            | AG2R Citroën Team                  | + 2m59s   |
| 7. | Felix Großschartner    | Bora-Hansgrohe                     | + 3m37s   |
| 8. | Daniel Felipe Martínez | Ineos Grenadiers                   | + 3m39s   |
| 9. | Domenico Pozzovivo     | Intermarché-Wanty-Gobert Matériaux | + 3m42s   |
| 10. | Maximilian Schachmann  | Bora-Hansgrohe                     | + 3m45s   |

### Classificação por pontos
| Classificação por pontos | Classificação por pontos | Classificação por pontos | Classificação por pontos | Classificação por pontos |
| Ciclista                 | Ciclista                 | Equipe                   | Pontos                   |                          |
| ------------------------ | ------------------------ | ------------------------ | ------------------------ | ------------------------ |
| 1.                       | Michael Matthews         | BikeExchange-Jayco       | 30 pts                   |                          |
| 2.                       | Andreas Leknessund       | Team DSM                 | 20 pts                   |                          |
| 3.                       | Quinn Simmons            | Trek-Segafredo           | 18 pts                   |                          |
| 4.                       | Geraint Thomas           | Ineos Grenadiers         | 18 pts                   |                          |
| 5.                       | Thibaut Pinot            | Groupama-FDJ             | 13 pts                   |                          |
| 6.                       | Remco Evenepoel          | Quick-Step Alpha Vinyl   | 12 pts                   |                          |
| 7.                       | Nico Denz                | Team DSM                 | 12 pts                   |                          |
| 8.                       | Matthew Holmes           | Lotto-Soudal             | 12 pts                   |                          |
| 9.                       | Maximilian Schachmann    | Bora-Hansgrohe           | 10 pts                   |                          |
| 10.                      | Clément Champoussin      | AG2R Citroën Team        | 9 pts                    |                          |

### Classificação da montanha
| Classificação da montanha | Classificação da montanha    | Classificação da montanha | Classificação da montanha | Classificação da montanha |
| Ciclista                  | Ciclista                     | Equipe                    | Pontos                    |                           |
| ------------------------- | ---------------------------- | ------------------------- | ------------------------- | ------------------------- |
| 1.                        | Quinn Simmons                | Trek-Segafredo            | 60 pts                    |                           |
| 2.                        | Fausto Masnada               | Quick-Step Alpha Vinyl    | 31 pts                    |                           |
| 3.                        | Thibaut Pinot                | Groupama-FDJ              | 28 pts                    |                           |
| 4.                        | Nico Denz                    | Team DSM                  | 20 pts                    |                           |
| 5.                        | Óscar Rodríguez Garaicoechea | Movistar Team             | 16 pts                    |                           |
| 6.                        | Clément Champoussin          | AG2R Citroën Team         | 15 pts                    |                           |
| 7.                        | Clément Berthet              | AG2R Citroën Team         | 14 pts                    |                           |
| 8.                        | Philippe Gilbert             | Lotto-Soudal              | 12 pts                    |                           |
| 9.                        | Andreas Leknessund           | Team DSM                  | 10 pts                    |                           |
| 10.                       | Alexander Kamp               | Trek-Segafredo            | 10 pts                    |                           |

### Classificação dos jovens
| Classificação dos jovens | Classificação dos jovens | Classificação dos jovens | Classificação dos jovens | Classificação dos jovens |
| Ciclista                 | Ciclista                 | Equipe                   | Tempo                    |                          |
| ------------------------ | ------------------------ | ------------------------ | ------------------------ | ------------------------ |
| 1.                       | Sergio Higuita           | Bora-Hansgrohe           | 33h08m21s                |                          |
| 2.                       | Remco Evenepoel          | Quick-Step Alpha Vinyl   | + 2m52s                  |                          |
| 3.                       | Andreas Leknessund       | Team DSM                 | + 3m14s                  |                          |
| 4.                       | Andreas Kron             | Lotto-Soudal             | + 5m55s                  |                          |
| 5.                       | Mathieu Burgaudeau       | TotalEnergies            | + 7m25s                  |                          |
| 6.                       | Clément Berthet          | AG2R Citroën Team        | + 19m40s                 |                          |
| 7.                       | Clément Champoussin      | AG2R Citroën Team        | + 30m03s                 |                          |
| 8.                       | Sylvain Moniquet         | Lotto-Soudal             | + 39m23s                 |                          |
| 9.                       | Yannis Voisard           | Suíça                    | + 44m45s                 |                          |
| 10.                      | Nicolas Prodhomme        | AG2R Citroën Team        | + 48m19s                 |                          |

### Classificação por equipas
| Classificação por equipes | Classificação por equipes | Classificação por equipes | Classificação por equipes |
| Equipe                    | Equipe                    | Tempo                     |                           |
| ------------------------- | ------------------------- | ------------------------- | ------------------------- |
| 1.                        | Bora-Hansgrohe            | 99h28m46s                 |                           |
| 2.                        | Groupama-FDJ              | + 1m07s                   |                           |
| 3.                        | AG2R Citroën Team         | + 17m22s                  |                           |
| 4.                        | Ineos Grenadiers          | + 31m30s                  |                           |
| 5.                        | Quick-Step Alpha Vinyl    | + 38m35s                  |                           |

## Evolução das classificações
| Etapa |                           | Vencedor _         | Classificação geral | Prêmio por pontos  | Prêmio de montanha | Juventude      | Equipes        |
| ----- | ------------------------- | ------------------ | ------------------- | ------------------ | ------------------ | -------------- | -------------- |
| 1     | etapa escarpada           | Stephen Williams   | Stephen Williams    | Stephen Williams   | Quinn Simmons      | Andreas Kron   | Bora-Hansgrohe |
| 2     | etapa escarpada           | Andreas Leknessund | Stephen Williams    | Andreas Leknessund | Quinn Simmons      | Andreas Kron   | Bora-Hansgrohe |
| 3     | média montanha            | Peter Sagan        | Stephen Williams    | Andreas Leknessund | Quinn Simmons      | Andreas Kron   | Bora-Hansgrohe |
| 4     | etapa escarpada           | Daryl Impey        | Stephen Williams    | Andreas Leknessund | Quinn Simmons      | Andreas Kron   | Bora-Hansgrohe |
| 5     | média montanha            | Aleksandr Vlasov   | Aleksandr Vlasov    | Andreas Leknessund | Quinn Simmons      | Andreas Kron   | Bora-Hansgrohe |
| 6     | alta montanha             | Nico Denz          | Jakob Fuglsang      | Michael Matthews   | Quinn Simmons      | Sergio Higuita | Bora-Hansgrohe |
| 7     | alta montanha             | Thibaut Pinot      | Sergio Higuita      | Michael Matthews   | Quinn Simmons      | Sergio Higuita | Groupama-FDJ   |
| 8     | contrarrelógio individual | Remco Evenepoel    | Geraint Thomas      | Michael Matthews   | Quinn Simmons      | Sergio Higuita | Bora-Hansgrohe |
| Final | Final                     |                    | Geraint Thomas      | Michael Matthews   | Quinn Simmons      | Sergio Higuita | Bora-Hansgrohe |

## Ciclistas participantes e posições finais
| Ineos Grenadiers IGD | Ineos Grenadiers IGD               | Ineos Grenadiers IGD |
| -------------------- | ---------------------------------- | -------------------- |
| Num                  | Ciclista                           | Pos                  |
| 1                    | Adam Yates (GBR)                   | NP-5                 |
| 2                    | Daniel Felipe Martínez (COL) (CRI) | 8.                   |
| 3                    | Thomas Pidcock (GBR)               | NP-6                 |
| 4                    | Luke Rowe (GBR)                    | DNF-7                |
| 5                    | Omar Fraile (ESP) (estrada)        | NP-8                 |
| 6                    | Dylan van Baarle (NED)             | 55.                  |
| 7                    | Geraint Thomas (GBR)               | 1.                   |

| AG2R Citroën Team ACT | AG2R Citroën Team ACT     | AG2R Citroën Team ACT |
| --------------------- | ------------------------- | --------------------- |
| Num                   | Ciclista                  | Pos                   |
| 11                    | Benoît Cosnefroy (FRA)    | 62.                   |
| 12                    | Clément Champoussin (FRA) | 26.                   |
| 13                    | Clément Berthet (FRA)     | 22.                   |
| 14                    | Nicolas Prodhomme (FRA)   | 36.                   |
| 15                    | Bob Jungels (LUX)         | 6.                    |
| 16                    | Michael Schär (SUI)       | 33.                   |
| 17                    | Larry Warbasse (USA)      | NP-8                  |

| Astana Qazaqstan Team AST | Astana Qazaqstan Team AST | Astana Qazaqstan Team AST |
| ------------------------- | ------------------------- | ------------------------- |
| Num                       | Ciclista                  | Pos                       |
| 21                        | Alexey Lutsenko (KAZ)     | 19.                       |
| 22                        | Manuele Boaro (ITA)       | DNF-6                     |
| 23                        | Yevgeniy Fedorov (KAZ)    | NP-5                      |
| 24                        | Dmitriy Gruzdev (KAZ)     | 50.                       |
| 25                        | Antonio Nibali (ITA)      | 60.                       |
| 26                        | Leonardo Basso (ITA)      | DNF-2                     |
| 27                        | Gianni Moscon (ITA)       | 59.                       |

| Bahrain Victorious TBV | Bahrain Victorious TBV      | Bahrain Victorious TBV |
| ---------------------- | --------------------------- | ---------------------- |
| Num                    | Ciclista                    | Pos                    |
| 31                     | Gino Mäder (SUI)            | NP-5                   |
| 32                     | Johan Price-Pejtersen (DEN) | NP-6                   |
| 33                     | Yukiya Arashiro (JPN)       | NP-6                   |
| 34                     | Hermann Pernsteiner (AUT)   | NP-5                   |
| 35                     | Edoardo Zambanini (ITA)     | NP-6                   |
| 36                     | Stephen Williams (GBR)      | NP-6                   |
| 37                     | Filip Maciejuk (POL)        | NP-6                   |

| BikeExchange-Jayco BEX | BikeExchange-Jayco BEX | BikeExchange-Jayco BEX |
| ---------------------- | ---------------------- | ---------------------- |
| Num                    | Ciclista               | Pos                    |
| 41                     | Michael Matthews (AUS) | 21.                    |
| 43                     | Damien Howson (AUS)    | DNF-5                  |
| 44                     | Jan Maas (NED)         | NP-4                   |
| 45                     | Jack Bauer (NZL)       | 52.                    |
| 46                     | Cameron Meyer (AUS)    | DNF-5                  |
| 47                     | Dion Smith (NZL)       | 38.                    |

| Bora-Hansgrohe BOH | Bora-Hansgrohe BOH                    | Bora-Hansgrohe BOH |
| ------------------ | ------------------------------------- | ------------------ |
| Num                | Ciclista                              | Pos                |
| 51                 | Aleksandr Vlasov (RUS) (CRI)          | NP-6               |
| 52                 | Marco Haller (AUT)                    | NP-7               |
| 53                 | Sergio Higuita (COL) (estrada)        | 2.                 |
| 54                 | Anton Palzer (GER)                    | NP-6               |
| 55                 | Maximilian Schachmann (GER) (estrada) | 10.                |
| 56                 | Felix Großschartner (AUT)             | 7.                 |
| 57                 | Frederik Wandahl (DEN)                | NP-4               |

| Cofidis COF | Cofidis COF              | Cofidis COF |
| ----------- | ------------------------ | ----------- |
| Num         | Ciclista                 | Pos         |
| 61          | Ion Izagirre (ESP) (CRI) | 34.         |
| 62          | Sander Armée (BEL)       | NP-7        |
| 63          | Bryan Coquard (FRA)      | 53.         |
| 64          | José Herrada (ESP)       | 23.         |
| 65          | Tom Bohli (SUI)          | 74.         |
| 66          | Rémy Rochas (FRA)        | 27.         |
| 67          | Davide Villella (ITA)    | DNF-3       |

| Team DSM DSM | Team DSM DSM               | Team DSM DSM |
| ------------ | -------------------------- | ------------ |
| Num          | Ciclista                   | Pos          |
| 71           | Søren Kragh Andersen (DEN) | NP-5         |
| 72           | Thymen Arensman (NED)      | DNF-4        |
| 73           | Nikias Arndt (GER)         | 29.          |
| 74           | Andreas Leknessund (NOR)   | 13.          |
| 75           | Cees Bol (NED)             | NP-5         |
| 76           | Nico Denz (GER)            | 47.          |
| 77           | Casper Pedersen (DEN)      | NP-5         |

| EF Education-EasyPost EFE | EF Education-EasyPost EFE | EF Education-EasyPost EFE |
| ------------------------- | ------------------------- | ------------------------- |
| Num                       | Ciclista                  | Pos                       |
| 81                        | Rigoberto Urán (COL)      | NP-6                      |
| 82                        | Stefan Bissegger (SUI)    | NP-6                      |
| 83                        | Alberto Bettiol (ITA)     | NP-6                      |
| 84                        | Hugh Carthy (GBR)         | NP-6                      |
| 85                        | Neilson Powless (USA)     | 4.                        |
| 86                        | Jonas Rutsch (GER)        | 39.                       |
| 87                        | Tom Scully (NZL)          | DNF-5                     |

| Groupama-FDJ GFC | Groupama-FDJ GFC                  | Groupama-FDJ GFC |
| ---------------- | --------------------------------- | ---------------- |
| Num              | Ciclista                          | Pos              |
| 91               | Thibaut Pinot (FRA)               | 14.              |
| 92               | Antoine Duchesne (CAN)            | 43.              |
| 93               | Stefan Küng (SUI) (estrada e CRI) | 5.               |
| 94               | Quentin Pacher (FRA)              | NP-7             |
| 95               | Matteo Badilatti (SUI)            | 41.              |
| 96               | Sébastien Reichenbach (SUI)       | 12.              |
| 97               | Lewis Askey (GBR)                 | 72.              |

| Intermarché-Wanty-Gobert Matériaux IWG | Intermarché-Wanty-Gobert Matériaux IWG | Intermarché-Wanty-Gobert Matériaux IWG |
| -------------------------------------- | -------------------------------------- | -------------------------------------- |
| Num                                    | Ciclista                               | Pos                                    |
| 101                                    | Alexander Kristoff (NOR)               | 71.                                    |
| 102                                    | Andrea Pasqualon (ITA)                 | 31.                                    |
| 103                                    | Simone Petilli (ITA)                   | NP-6                                   |
| 104                                    | Adrien Petit (FRA)                     | 75.                                    |
| 105                                    | Baptiste Planckaert (BEL)              | 66.                                    |
| 106                                    | Domenico Pozzovivo (ITA)               | 9.                                     |
| 107                                    | Georg Zimmermann (GER)                 | DNF-6                                  |

| Israel-Premier Tech IPT | Israel-Premier Tech IPT | Israel-Premier Tech IPT |
| ----------------------- | ----------------------- | ----------------------- |
| Num                     | Ciclista                | Pos                     |
| 111                     | Jakob Fuglsang (DEN)    | 3.                      |
| 112                     | Patrick Bevin (NZL)     | 51.                     |
| 113                     | Reto Hollenstein (SUI)  | NP-6                    |
| 114                     | Hugo Houle (CAN)        | 15.                     |
| 115                     | Daryl Impey (RSA)       | NP-8                    |
| 116                     | Krists Neilands (LAT)   | 37.                     |
| 117                     | Sebastian Berwick (AUS) | NP-6                    |

| Jumbo-Visma TJV | Jumbo-Visma TJV             | Jumbo-Visma TJV |
| --------------- | --------------------------- | --------------- |
| Num             | Ciclista                    | Pos             |
| 121             | Rohan Dennis (AUS) (CRI)    | NP-5            |
| 122             | Robert Gesink (NED)         | NP-5            |
| 123             | Pascal Eenkhoorn (NED)      | NP-5            |
| 124             | Sepp Kuss (USA)             | NP-5            |
| 125             | Sam Oomen (NED)             | NP-5            |
| 126             | Timo Roosen (NED) (estrada) | NP-5            |
| 127             | Mike Teunissen (NED)        | NP-5            |

| Lotto-Soudal LTS | Lotto-Soudal LTS       | Lotto-Soudal LTS |
| ---------------- | ---------------------- | ---------------- |
| Num              | Ciclista               | Pos              |
| 131              | Thomas De Gendt (BEL)  | DNF-7            |
| 132              | Kamil Małecki (POL)    | DNF-3            |
| 133              | Philippe Gilbert (BEL) | 42.              |
| 134              | Matthew Holmes (GBR)   | 40.              |
| 135              | Andreas Kron (DEN)     | 16.              |
| 136              | Sylvain Moniquet (BEL) | 30.              |
| 137              | Brent Van Moer (BEL)   | 48.              |

| Movistar Team MOV | Movistar Team MOV                  | Movistar Team MOV |
| ----------------- | ---------------------------------- | ----------------- |
| Num               | Ciclista                           | Pos               |
| 141               | Alex Aranburu (ESP)                | NP-6              |
| 142               | Johan Jacobs (SUI)                 | 65.               |
| 143               | Antonio Pedrero (ESP)              | 18.               |
| 144               | Nelson Oliveira (POR)              | 25.               |
| 145               | Óscar Rodríguez Garaicoechea (ESP) | 28.               |
| 146               | Gonzalo Serrano Rodríguez (ESP)    | DNF-6             |
| 147               | Albert Torres (ESP)                | 61.               |

| Quick-Step Alpha Vinyl QST | Quick-Step Alpha Vinyl QST | Quick-Step Alpha Vinyl QST |
| -------------------------- | -------------------------- | -------------------------- |
| Num                        | Ciclista                   | Pos                        |
| 151                        | Remco Evenepoel (BEL)      | 11.                        |
| 152                        | Tim Declercq (BEL)         | 56.                        |
| 153                        | Kasper Asgreen (DEN)       | NP-4                       |
| 154                        | Fausto Masnada (ITA)       | 20.                        |
| 155                        | Ilan Van Wilder (BEL)      | DNF-8                      |
| 156                        | James Knox (GBR)           | 73.                        |
| 157                        | Louis Vervaeke (BEL)       | NP-6                       |

| Trek-Segafredo TFS | Trek-Segafredo TFS       | Trek-Segafredo TFS |
| ------------------ | ------------------------ | ------------------ |
| Num                | Ciclista                 | Pos                |
| 161                | Gianluca Brambilla (ITA) | NP-6               |
| 162                | Dario Cataldo (ITA)      | DNF-2              |
| 163                | Markus Hoelgaard (NOR)   | 58.                |
| 164                | Alexander Kamp (DEN)     | 63.                |
| 165                | Simon Pellaud (SUI)      | 45.                |
| 166                | Quinn Simmons (USA)      | 44.                |
| 167                | Otto Vergaerde (BEL)     | NP-5               |

| UAE Team Emirates UAD | UAE Team Emirates UAD | UAE Team Emirates UAD |
| --------------------- | --------------------- | --------------------- |
| Num                   | Ciclista              | Pos                   |
| 171                   | Marc Hirschi (SUI)    | NP-6                  |
| 172                   | Alessandro Covi (ITA) | NP-6                  |
| 173                   | Diego Ulissi (ITA)    | NP-6                  |
| 174                   | Rui Costa (POR)       | NP-6                  |
| 175                   | Marc Soler (ESP)      | NP-6                  |
| 176                   | Joel Suter (SUI)      | NP-6                  |
| 177                   | Matteo Trentin (ITA)  | NP-6                  |

| Alpecin-Fenix AFC | Alpecin-Fenix AFC     | Alpecin-Fenix AFC |
| ----------------- | --------------------- | ----------------- |
| Num               | Ciclista              | Pos               |
| 181               | Silvan Dillier (SUI)  | NP-6              |
| 182               | Sjoerd Bax (NED)      | NP-6              |
| 183               | Michael Gogl (AUT)    | NP-5              |
| 184               | Jimmy Janssens (BEL)  | NP-6              |
| 185               | Xandro Meurisse (BEL) | NP-6              |
| 186               | Stefano Oldani (ITA)  | NP-6              |
| 187               | Jay Vine (AUS)        | NP-4              |

| Human Powered Health HPM | Human Powered Health HPM | Human Powered Health HPM |
| ------------------------ | ------------------------ | ------------------------ |
| Num                      | Ciclista                 | Pos                      |
| 191                      | Kristian Aasvold (NOR)   | 54.                      |
| 192                      | Chad Haga (USA)          | 68.                      |
| 193                      | Benjamin King (USA)      | NP-1                     |
| 194                      | Gavin Mannion (USA)      | 32.                      |
| 195                      | Kyle Murphy (USA)        | DNF-6                    |
| 196                      | Joey Rosskopf (USA)      | DNF-5                    |
| 197                      | Keegan Swirbul (USA)     | 49.                      |

| TotalEnergies TEN | TotalEnergies TEN           | TotalEnergies TEN |
| ----------------- | --------------------------- | ----------------- |
| Num               | Ciclista                    | Pos               |
| 201               | Maciej Bodnar (POL) (CRI)   | DNF-6             |
| 202               | Mathieu Burgaudeau (FRA)    | 17.               |
| 203               | Lorrenzo Manzin (FRA)       | 76.               |
| 204               | Daniel Oss (ITA)            | 69.               |
| 205               | Paul Ourselin (FRA)         | 46.               |
| 206               | Peter Sagan (SVK) (estrada) | NP-8              |
| 207               | Anthony Turgis (FRA)        | 67.               |

| Suíça SUI | Suíça SUI          | Suíça SUI |
| --------- | ------------------ | --------- |
| Num       | Ciclista           | Pos       |
| 211       | Robin Froidevaux   | 70.       |
| 212       | Claudio Imhof      | DNF-6     |
| 213       | Matthias Reutimann | 64.       |
| 214       | Lukas Ruegg        | DNF-7     |
| 215       | Roland Thalmann    | 24.       |
| 216       | Simon Vitzthum     | 57.       |
| 217       | Yannis Voisard     | 35.       |

| Ineos Grenadiers IGD | Ineos Grenadiers IGD               | Ineos Grenadiers IGD |
| -------------------- | ---------------------------------- | -------------------- |
| Num                  | Ciclista                           | Pos                  |
| 1                    | Adam Yates (GBR)                   | NP-5                 |
| 2                    | Daniel Felipe Martínez (COL) (CRI) | 8.                   |
| 3                    | Thomas Pidcock (GBR)               | NP-6                 |
| 4                    | Luke Rowe (GBR)                    | DNF-7                |
| 5                    | Omar Fraile (ESP) (estrada)        | NP-8                 |
| 6                    | Dylan van Baarle (NED)             | 55.                  |
| 7                    | Geraint Thomas (GBR)               | 1.                   |

| AG2R Citroën Team ACT | AG2R Citroën Team ACT     | AG2R Citroën Team ACT |
| --------------------- | ------------------------- | --------------------- |
| Num                   | Ciclista                  | Pos                   |
| 11                    | Benoît Cosnefroy (FRA)    | 62.                   |
| 12                    | Clément Champoussin (FRA) | 26.                   |
| 13                    | Clément Berthet (FRA)     | 22.                   |
| 14                    | Nicolas Prodhomme (FRA)   | 36.                   |
| 15                    | Bob Jungels (LUX)         | 6.                    |
| 16                    | Michael Schär (SUI)       | 33.                   |
| 17                    | Larry Warbasse (USA)      | NP-8                  |

| Astana Qazaqstan Team AST | Astana Qazaqstan Team AST | Astana Qazaqstan Team AST |
| ------------------------- | ------------------------- | ------------------------- |
| Num                       | Ciclista                  | Pos                       |
| 21                        | Alexey Lutsenko (KAZ)     | 19.                       |
| 22                        | Manuele Boaro (ITA)       | DNF-6                     |
| 23                        | Yevgeniy Fedorov (KAZ)    | NP-5                      |
| 24                        | Dmitriy Gruzdev (KAZ)     | 50.                       |
| 25                        | Antonio Nibali (ITA)      | 60.                       |
| 26                        | Leonardo Basso (ITA)      | DNF-2                     |
| 27                        | Gianni Moscon (ITA)       | 59.                       |

| Bahrain Victorious TBV | Bahrain Victorious TBV      | Bahrain Victorious TBV |
| ---------------------- | --------------------------- | ---------------------- |
| Num                    | Ciclista                    | Pos                    |
| 31                     | Gino Mäder (SUI)            | NP-5                   |
| 32                     | Johan Price-Pejtersen (DEN) | NP-6                   |
| 33                     | Yukiya Arashiro (JPN)       | NP-6                   |
| 34                     | Hermann Pernsteiner (AUT)   | NP-5                   |
| 35                     | Edoardo Zambanini (ITA)     | NP-6                   |
| 36                     | Stephen Williams (GBR)      | NP-6                   |
| 37                     | Filip Maciejuk (POL)        | NP-6                   |

| BikeExchange-Jayco BEX | BikeExchange-Jayco BEX | BikeExchange-Jayco BEX |
| ---------------------- | ---------------------- | ---------------------- |
| Num                    | Ciclista               | Pos                    |
| 41                     | Michael Matthews (AUS) | 21.                    |
| 43                     | Damien Howson (AUS)    | DNF-5                  |
| 44                     | Jan Maas (NED)         | NP-4                   |
| 45                     | Jack Bauer (NZL)       | 52.                    |
| 46                     | Cameron Meyer (AUS)    | DNF-5                  |
| 47                     | Dion Smith (NZL)       | 38.                    |

| Bora-Hansgrohe BOH | Bora-Hansgrohe BOH                    | Bora-Hansgrohe BOH |
| ------------------ | ------------------------------------- | ------------------ |
| Num                | Ciclista                              | Pos                |
| 51                 | Aleksandr Vlasov (RUS) (CRI)          | NP-6               |
| 52                 | Marco Haller (AUT)                    | NP-7               |
| 53                 | Sergio Higuita (COL) (estrada)        | 2.                 |
| 54                 | Anton Palzer (GER)                    | NP-6               |
| 55                 | Maximilian Schachmann (GER) (estrada) | 10.                |
| 56                 | Felix Großschartner (AUT)             | 7.                 |
| 57                 | Frederik Wandahl (DEN)                | NP-4               |

| Cofidis COF | Cofidis COF              | Cofidis COF |
| ----------- | ------------------------ | ----------- |
| Num         | Ciclista                 | Pos         |
| 61          | Ion Izagirre (ESP) (CRI) | 34.         |
| 62          | Sander Armée (BEL)       | NP-7        |
| 63          | Bryan Coquard (FRA)      | 53.         |
| 64          | José Herrada (ESP)       | 23.         |
| 65          | Tom Bohli (SUI)          | 74.         |
| 66          | Rémy Rochas (FRA)        | 27.         |
| 67          | Davide Villella (ITA)    | DNF-3       |

| Team DSM DSM | Team DSM DSM               | Team DSM DSM |
| ------------ | -------------------------- | ------------ |
| Num          | Ciclista                   | Pos          |
| 71           | Søren Kragh Andersen (DEN) | NP-5         |
| 72           | Thymen Arensman (NED)      | DNF-4        |
| 73           | Nikias Arndt (GER)         | 29.          |
| 74           | Andreas Leknessund (NOR)   | 13.          |
| 75           | Cees Bol (NED)             | NP-5         |
| 76           | Nico Denz (GER)            | 47.          |
| 77           | Casper Pedersen (DEN)      | NP-5         |

| EF Education-EasyPost EFE | EF Education-EasyPost EFE | EF Education-EasyPost EFE |
| ------------------------- | ------------------------- | ------------------------- |
| Num                       | Ciclista                  | Pos                       |
| 81                        | Rigoberto Urán (COL)      | NP-6                      |
| 82                        | Stefan Bissegger (SUI)    | NP-6                      |
| 83                        | Alberto Bettiol (ITA)     | NP-6                      |
| 84                        | Hugh Carthy (GBR)         | NP-6                      |
| 85                        | Neilson Powless (USA)     | 4.                        |
| 86                        | Jonas Rutsch (GER)        | 39.                       |
| 87                        | Tom Scully (NZL)          | DNF-5                     |

| Groupama-FDJ GFC | Groupama-FDJ GFC                  | Groupama-FDJ GFC |
| ---------------- | --------------------------------- | ---------------- |
| Num              | Ciclista                          | Pos              |
| 91               | Thibaut Pinot (FRA)               | 14.              |
| 92               | Antoine Duchesne (CAN)            | 43.              |
| 93               | Stefan Küng (SUI) (estrada e CRI) | 5.               |
| 94               | Quentin Pacher (FRA)              | NP-7             |
| 95               | Matteo Badilatti (SUI)            | 41.              |
| 96               | Sébastien Reichenbach (SUI)       | 12.              |
| 97               | Lewis Askey (GBR)                 | 72.              |

| Intermarché-Wanty-Gobert Matériaux IWG | Intermarché-Wanty-Gobert Matériaux IWG | Intermarché-Wanty-Gobert Matériaux IWG |
| -------------------------------------- | -------------------------------------- | -------------------------------------- |
| Num                                    | Ciclista                               | Pos                                    |
| 101                                    | Alexander Kristoff (NOR)               | 71.                                    |
| 102                                    | Andrea Pasqualon (ITA)                 | 31.                                    |
| 103                                    | Simone Petilli (ITA)                   | NP-6                                   |
| 104                                    | Adrien Petit (FRA)                     | 75.                                    |
| 105                                    | Baptiste Planckaert (BEL)              | 66.                                    |
| 106                                    | Domenico Pozzovivo (ITA)               | 9.                                     |
| 107                                    | Georg Zimmermann (GER)                 | DNF-6                                  |

| Israel-Premier Tech IPT | Israel-Premier Tech IPT | Israel-Premier Tech IPT |
| ----------------------- | ----------------------- | ----------------------- |
| Num                     | Ciclista                | Pos                     |
| 111                     | Jakob Fuglsang (DEN)    | 3.                      |
| 112                     | Patrick Bevin (NZL)     | 51.                     |
| 113                     | Reto Hollenstein (SUI)  | NP-6                    |
| 114                     | Hugo Houle (CAN)        | 15.                     |
| 115                     | Daryl Impey (RSA)       | NP-8                    |
| 116                     | Krists Neilands (LAT)   | 37.                     |
| 117                     | Sebastian Berwick (AUS) | NP-6                    |

| Jumbo-Visma TJV | Jumbo-Visma TJV             | Jumbo-Visma TJV |
| --------------- | --------------------------- | --------------- |
| Num             | Ciclista                    | Pos             |
| 121             | Rohan Dennis (AUS) (CRI)    | NP-5            |
| 122             | Robert Gesink (NED)         | NP-5            |
| 123             | Pascal Eenkhoorn (NED)      | NP-5            |
| 124             | Sepp Kuss (USA)             | NP-5            |
| 125             | Sam Oomen (NED)             | NP-5            |
| 126             | Timo Roosen (NED) (estrada) | NP-5            |
| 127             | Mike Teunissen (NED)        | NP-5            |

| Lotto-Soudal LTS | Lotto-Soudal LTS       | Lotto-Soudal LTS |
| ---------------- | ---------------------- | ---------------- |
| Num              | Ciclista               | Pos              |
| 131              | Thomas De Gendt (BEL)  | DNF-7            |
| 132              | Kamil Małecki (POL)    | DNF-3            |
| 133              | Philippe Gilbert (BEL) | 42.              |
| 134              | Matthew Holmes (GBR)   | 40.              |
| 135              | Andreas Kron (DEN)     | 16.              |
| 136              | Sylvain Moniquet (BEL) | 30.              |
| 137              | Brent Van Moer (BEL)   | 48.              |

| Movistar Team MOV | Movistar Team MOV                  | Movistar Team MOV |
| ----------------- | ---------------------------------- | ----------------- |
| Num               | Ciclista                           | Pos               |
| 141               | Alex Aranburu (ESP)                | NP-6              |
| 142               | Johan Jacobs (SUI)                 | 65.               |
| 143               | Antonio Pedrero (ESP)              | 18.               |
| 144               | Nelson Oliveira (POR)              | 25.               |
| 145               | Óscar Rodríguez Garaicoechea (ESP) | 28.               |
| 146               | Gonzalo Serrano Rodríguez (ESP)    | DNF-6             |
| 147               | Albert Torres (ESP)                | 61.               |

| Quick-Step Alpha Vinyl QST | Quick-Step Alpha Vinyl QST | Quick-Step Alpha Vinyl QST |
| -------------------------- | -------------------------- | -------------------------- |
| Num                        | Ciclista                   | Pos                        |
| 151                        | Remco Evenepoel (BEL)      | 11.                        |
| 152                        | Tim Declercq (BEL)         | 56.                        |
| 153                        | Kasper Asgreen (DEN)       | NP-4                       |
| 154                        | Fausto Masnada (ITA)       | 20.                        |
| 155                        | Ilan Van Wilder (BEL)      | DNF-8                      |
| 156                        | James Knox (GBR)           | 73.                        |
| 157                        | Louis Vervaeke (BEL)       | NP-6                       |

| Trek-Segafredo TFS | Trek-Segafredo TFS       | Trek-Segafredo TFS |
| ------------------ | ------------------------ | ------------------ |
| Num                | Ciclista                 | Pos                |
| 161                | Gianluca Brambilla (ITA) | NP-6               |
| 162                | Dario Cataldo (ITA)      | DNF-2              |
| 163                | Markus Hoelgaard (NOR)   | 58.                |
| 164                | Alexander Kamp (DEN)     | 63.                |
| 165                | Simon Pellaud (SUI)      | 45.                |
| 166                | Quinn Simmons (USA)      | 44.                |
| 167                | Otto Vergaerde (BEL)     | NP-5               |

| UAE Team Emirates UAD | UAE Team Emirates UAD | UAE Team Emirates UAD |
| --------------------- | --------------------- | --------------------- |
| Num                   | Ciclista              | Pos                   |
| 171                   | Marc Hirschi (SUI)    | NP-6                  |
| 172                   | Alessandro Covi (ITA) | NP-6                  |
| 173                   | Diego Ulissi (ITA)    | NP-6                  |
| 174                   | Rui Costa (POR)       | NP-6                  |
| 175                   | Marc Soler (ESP)      | NP-6                  |
| 176                   | Joel Suter (SUI)      | NP-6                  |
| 177                   | Matteo Trentin (ITA)  | NP-6                  |

| Alpecin-Fenix AFC | Alpecin-Fenix AFC     | Alpecin-Fenix AFC |
| ----------------- | --------------------- | ----------------- |
| Num               | Ciclista              | Pos               |
| 181               | Silvan Dillier (SUI)  | NP-6              |
| 182               | Sjoerd Bax (NED)      | NP-6              |
| 183               | Michael Gogl (AUT)    | NP-5              |
| 184               | Jimmy Janssens (BEL)  | NP-6              |
| 185               | Xandro Meurisse (BEL) | NP-6              |
| 186               | Stefano Oldani (ITA)  | NP-6              |
| 187               | Jay Vine (AUS)        | NP-4              |

| Human Powered Health HPM | Human Powered Health HPM | Human Powered Health HPM |
| ------------------------ | ------------------------ | ------------------------ |
| Num                      | Ciclista                 | Pos                      |
| 191                      | Kristian Aasvold (NOR)   | 54.                      |
| 192                      | Chad Haga (USA)          | 68.                      |
| 193                      | Benjamin King (USA)      | NP-1                     |
| 194                      | Gavin Mannion (USA)      | 32.                      |
| 195                      | Kyle Murphy (USA)        | DNF-6                    |
| 196                      | Joey Rosskopf (USA)      | DNF-5                    |
| 197                      | Keegan Swirbul (USA)     | 49.                      |

| TotalEnergies TEN | TotalEnergies TEN           | TotalEnergies TEN |
| ----------------- | --------------------------- | ----------------- |
| Num               | Ciclista                    | Pos               |
| 201               | Maciej Bodnar (POL) (CRI)   | DNF-6             |
| 202               | Mathieu Burgaudeau (FRA)    | 17.               |
| 203               | Lorrenzo Manzin (FRA)       | 76.               |
| 204               | Daniel Oss (ITA)            | 69.               |
| 205               | Paul Ourselin (FRA)         | 46.               |
| 206               | Peter Sagan (SVK) (estrada) | NP-8              |
| 207               | Anthony Turgis (FRA)        | 67.               |

| Suíça SUI | Suíça SUI          | Suíça SUI |
| --------- | ------------------ | --------- |
| Num       | Ciclista           | Pos       |
| 211       | Robin Froidevaux   | 70.       |
| 212       | Claudio Imhof      | DNF-6     |
| 213       | Matthias Reutimann | 64.       |
| 214       | Lukas Ruegg        | DNF-7     |
| 215       | Roland Thalmann    | 24.       |
| 216       | Simon Vitzthum     | 57.       |
| 217       | Yannis Voisard     | 35.       |

Convenções:
- AB-N: Abandono na etapa "N"
- FLT-N: Retiro por chegada fora do limite de tempo na etapa "N"
- NTS-N: Não tomou a saída para a etapa "N"
- DES-N: Desclassificado ou expulsado na etapa "N"

## UCI World Ranking
A Volta à Suíça outorgará pontos para o UCI World Ranking para corredores das equipas nas categorias UCI WorldTeam, UCI ProTeam e Continental. As seguintes tabelas são o barómetro de pontuação e os dez corredores que obtiveram mais pontos:
| Posição             | 1.º | 2.º | 3.º | 4.º | 5.º | 6.º | 7.º | 8.º | 9.º | 10.º | 11.º | 12.º | 13.º | 14.º | 15.º | 16.º-20.º | 21.º-30.º | 31.º-50.º | 51.º-55.º | 56.º-60.º |
| Classificação geral | 500 | 400 | 325 | 275 | 225 | 175 | 150 | 125 | 100 | 85   | 70   | 60   | 50   | 40   | 35   | 30        | 20        | 10        | 5         | 3         |
| Por etapa           | 60  | 25  | 10  |     |     |     |     |     |     |      |      |      |      |      |      |           |           |           |           |           |
| Líder               | 10  |     |     |     |     |     |     |     |     |      |      |      |      |      |      |           |           |           |           |           |

| Classificação |          |        |       |       |       |       |
| Posição       | Ciclista | Equipa | Geral | Etapa | Líder | Total |
| ------------- | -------- | ------ | ----- | ----- | ----- | ----- |
| 1.º           |          |        | 500   | -     | -     | 590   |
| 2.º           |          |        | 400   | -     | -     | 400   |
| 3.º           |          |        | 325   | -     | -     | 325   |
| 4.º           |          |        | 275   | -     | -     | 275   |
| 5.º           |          |        | 225   | -     | -     | 225   |
| 6.º           |          |        | 175   | -     | -     | 175   |
| 7.º           |          |        | 150   | -     | -     | 150   |
| 8.º           |          |        | 125   | -     | -     | 125   |
| 9.º           |          |        | 100   | -     | -     | 100   |
| 10.º          |          |        | 85    | -     | -     | 85    |